# Lubok Antu
Huyện Lubok Antu là một huyện thuộc bang Sarawak của Malaysia. Huyện Lubok Antu có dân số thời điểm năm 2010 ước tính khoảng 28474 người.